# Goldenstedt
Goldenstedt is een gemeente in de Duitse deelstaat Nedersaksen, gelegen in het Landkreis Vechta. Goldenstedt telde, op de peildatum van de meest recente statistiek,  9.969 inwoners. Naburige steden zijn onder andere Bakum, Dinklage en Holdorf. De plaats is bekend vanwege de vroegmiddeleeuwse Arkeburg, wellicht de belangrijkste 8e-eeuwse ringwal van Noord-Duitsland.

## Indeling
De gemeente bestaat uit twee hoofdkernen: Goldenstedt zelf, en het ongeveer 7 km westelijker gelegen Lutten. Onder deze beide hoofddorpen ressorteren nog respectievelijk acht en vier gehuchten (Bauerschaften). Lutten heeft ca. 3.500 inwoners, maar verwacht wordt, dat dit aantal in de periode tot 2030 nog vrij sterk zal groeien. In Lutten worden regelmatig nieuwbouwwoningen gebouwd, waar forensen in gaan wonen, die in de stad Vechta werken.

## Ligging, verkeer, vervoer
De gemeente ligt op bijna 40 m boven zeeniveau aan de zuidrand van Naturpark Wildeshausener Geest en ten noorden van diverse hoogveengebieden, die ten dele natuurreservaat zijn. Aan de oostrand van het dorp Goldenstedt stroomt de Hunte noordwaarts.
Lutten ligt ca. 4 km ten oosten van het centrum van de stad Vechta, Goldenstedt ligt ca.7 km verder oostelijk.
Beide dorpen liggen aan een 26 km lange weg, die van Vechta oostnoordoostwaarts via Lutten en Goldenstedt naar Twistringen leidt.
De dichtstbijzijnde Autobahn is de A1 Osnabrück - Bremen. Men moet dan naar Vechta en vandaar nog 8 km naar het westen rijden.
Zowel Lutten als Goldenstedt hebben een stationnetje aan de spoorlijn van Hesepe, gem. Bramsche via Vechta naar Delmenhorst. Zie: Station Goldenstedt (Oldb).

## Economie
De landbouw is verreweg het belangrijkste bestaansmiddel in de gemeente. Daarnaast is er enig midden- en kleinbedrijf. Vooral in Lutten wonen steeds meer mensen, die voor hun werk dagelijks naar de stad Vechta pendelen. De oude historie en de bijzondere natuur trekken de laatste jaren ook toeristen aan.

## Geschiedenis
In 1908 werd in Goldenstedt een aantal in een kruik verborgen, mogelijk meer dan drieduizend jaar oude, bronzen voorwerpen ontdekt, waaronder een fibula. Deze voorwerpen dateren uit de late Bronstijd. Een van de voorwerpen vertoont kenmerken van de Lausitzcultuur. Het is niet bekend, of deze voorwerpen nog bestaan en zo ja, in welke collectie deze zich bevinden.
Ongeveer 4,5 km ten zuidwesten van Goldenstedt werd bij archeologisch onderzoek tussen 1906 en 2016 de aanwezigheid van een grote, ellipsvormige,  dubbele ringwal vastgesteld.  Volgens de meest recente inzichten is deze rond 760 gebouwd door Saksen. 
Wel is de ringwal zo groot geweest, (omvang buitenste ringwal: 350 × 260 meter, omvang binnenste wal 220 × 160 m, oppervlakte 1,8 hectare) dat zich er 10.000 mensen in konden verschansen. De ringwal ligt op een kleine zandrug tussen een hoogveen en een laagveen in en dicht bij een strategisch belangrijke brug over de Hunte. In de oudheid en de vroege middeleeuwen liepen diverse verbindingspaden, routes voor de langeafstandshandel, via deze brug.
Ook de naam van de ringwal, Arkeburg, afgeleid van de middeleeuwse vermelding van deze plek:  Hértékenborch, d.w.z. heir-(veld)teken-burg, wijst op een plaats, waar een groot leger zijn veldteken geplant had en dus zijn legerplaats had.
Een gedeelte van de Arkeburg is, teneinde dit voor belangstellenden zichtbaar te maken, in 2017 gereconstrueerd. Er is ook een wandelroute met informatiepanelen ingericht. 
Een kunstenaar uit de regio, Uwe Oswald, heeft hier in 2019 een standbeeld van de Saksische leider Widukind opgericht. Dat deze de burcht gebruikte als uitvalsbasis voor zijn strijd tegen de Franken is niet onmogelijk, toen de wal werd opgericht was Widukind ongeveer 17 jaar, maar zeker niet bewezen.
Over de herkomst van de plaatsnaam Goldenstedt gaat een aantal legenden, die met elkaar gemeen hebben, dat in het jaar 1011 een graaf uit de regio, na voor de koning van Zweden te hebben gewerkt, diens dochter zou hebben mogen trouwen. Op de thuisreis kwam het jonge paar langs de Hunte-brug (op dezelfde plaats als die destijds door de Arkeburg werd beschermd), en de prinses strooide gouden munten tussen de mensen, die hen daar begroetten. Sedertdien zou de brug de "gouden brug" heten, en het dorp direct ten westen daarvan Goldenstedt. Ter herinnering daaraan is boven de Hunte bij de brug een kunstwerk met de naam  Gouden regen geplaatst. Ook de zes rode stippen, op een gouden veld, in het gemeentewapen symboliseren de gouden munten uit deze legende.
In ieder geval is het buurdorp Lutten ouder, dat wordt al in een oorkonde uit het jaar 872 vermeld.
Goldenstedt lag tot aan de Napoleontische tijd in het grensgebied van het protestantse Hertogdom Brunswijk-Lüneburg en het katholieke Prinsbisdom Münster, die er beurtelings de scepter voerden.
Dit gaf, met het sinds 1555 geldende principe, dat de kerkelijke gezindte van de onderdanen dezelfde moest zijn als die van de landsheer (cuius regio, eius religio), aanleiding voor een in Duitsland unieke oplossing, een voorloper van de oecumenische kerkdiensten. De kerkdiensten te Goldenstedt waren gedeeltelijk protestants, gedeeltelijk katholiek. Dit werd: Simultaneum mixtum, tegelijk gemengd, genoemd. Dit duurde van ca. 1650 tot ca. 1850, toen het toch overwegend katholieke dorp een apart evangelisch-luthers kerkgebouw kreeg.
In 1938 hadden de nazi's een wet uitgevaardigd, die de ouders van lagereschoolkinderen verplichtte, hun kinderen naar de -ideologisch streng nationaalsocialistische- openbare school te sturen. De christelijke dorpsschool was daartoe gedwongen "hervormd" door de nazi's. De ouders, katholiek en protestant gemeenschappelijk,  weigerden dit, en protesteerden door op 1 mei de nazistische versie van de Dag van de Arbeid te boycotten en voor de katholieke St.-Gorgoniuskerk, onder andere met de tekst: Wij willen christenen zijn en geen nieuwe heidenen,  te demonstreren. De politie, geassisteerd door de Gestapo drukte dit protest hardhandig de kop in: twaalf mannen uit Goldenstedt kwamen in een concentratiekamp terecht.
Direct na de Tweede Wereldoorlog groeide met name Lutten door de migratie van Heimatvertriebene  uit onder andere Silezië en andere Pools geworden gebieden van het vooroorlogse Duitsland.
In 1974 werden de gemeentes Goldenstedt en Lutten samengevoegd. De inwoners van Lutten waren liever bij de gemeente van het slechts 4 km westelijker Vechta gekomen, waarop het dorp helemaal georiënteerd was (en nog steeds is). De (felle) protesten werden door de hogere overheid genegeerd. Nog altijd is een groot aantal Luttenaren voorstander van een gemeentelijke herindeling om zo toch burgers van de stad Vechta te worden.

## Bezienswaardigheden
- Ten zuidwesten van Goldenstedt ligt de gereconstrueerde middeleeuwse Arkeburg (met restaurant). Zie ook hierboven: Geschiedenis.
- Drie km ten zuiden van deze Arkeburg komt men in het 640 ha grote  natuurreservaat Goldenstedter Moor. Dit wordt beschouwd als een ecologisch zeer waardevol hoogveengebied, waar al sinds 1984 aan natuurherstel, onder andere door zogenaamde vernatting wordt gedaan. Zo hoopt men, het hoogveen geleidelijk (met 1 mm per jaar!) weer te laten aangroeien. Een goede indruk hiervan krijgt men in NIZ Haus im Moor, een bezoekerscentrum.  Van hier rijdt in het toeristenseizoen een speciaal treintje naar onder andere Barnstorf.
- De zogenoemde Goldene Brücke over de Hunte, waar Goldenstedt zijn naam aan ontleent, is versierd met een opvallend modern kunstwerk.
- Over een mooie route kan men een fietstocht maken door het Naturpark Wildeshausener Geest naar het 14 km noordelijker gelegen en vrij toeristische  Wildeshausen.
- Door de gemeente zijn enkele beeldenroutes uitgezet. Met name is er werk te zien (ook bij het Haus im Moor en de Arkeburg) van de beeldhouwer Uwe Oswald, die jarenlang in Goldenstedt woonde.

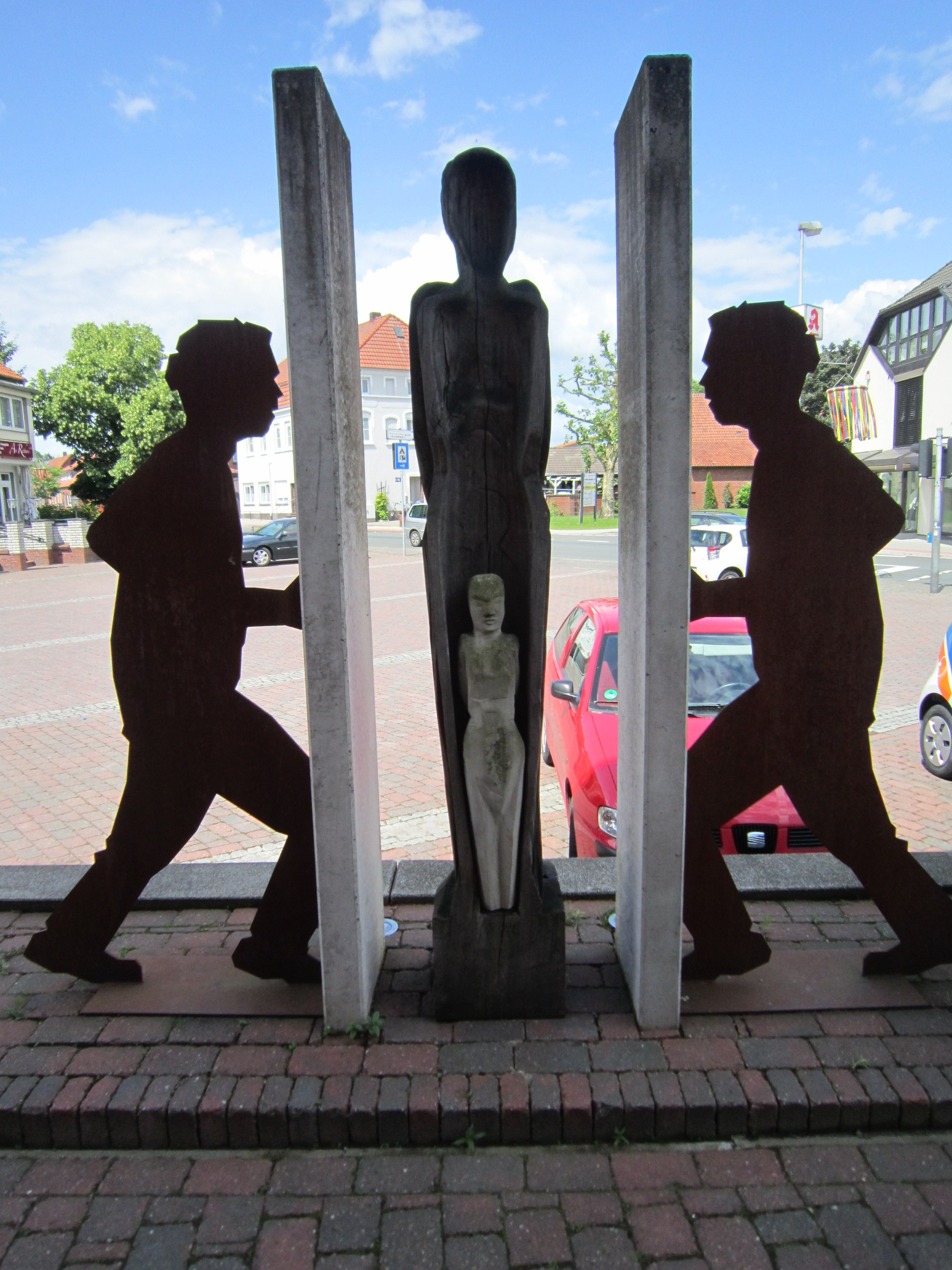
Uwe Oswald: „Geborgenheid“  voor het raadhuis
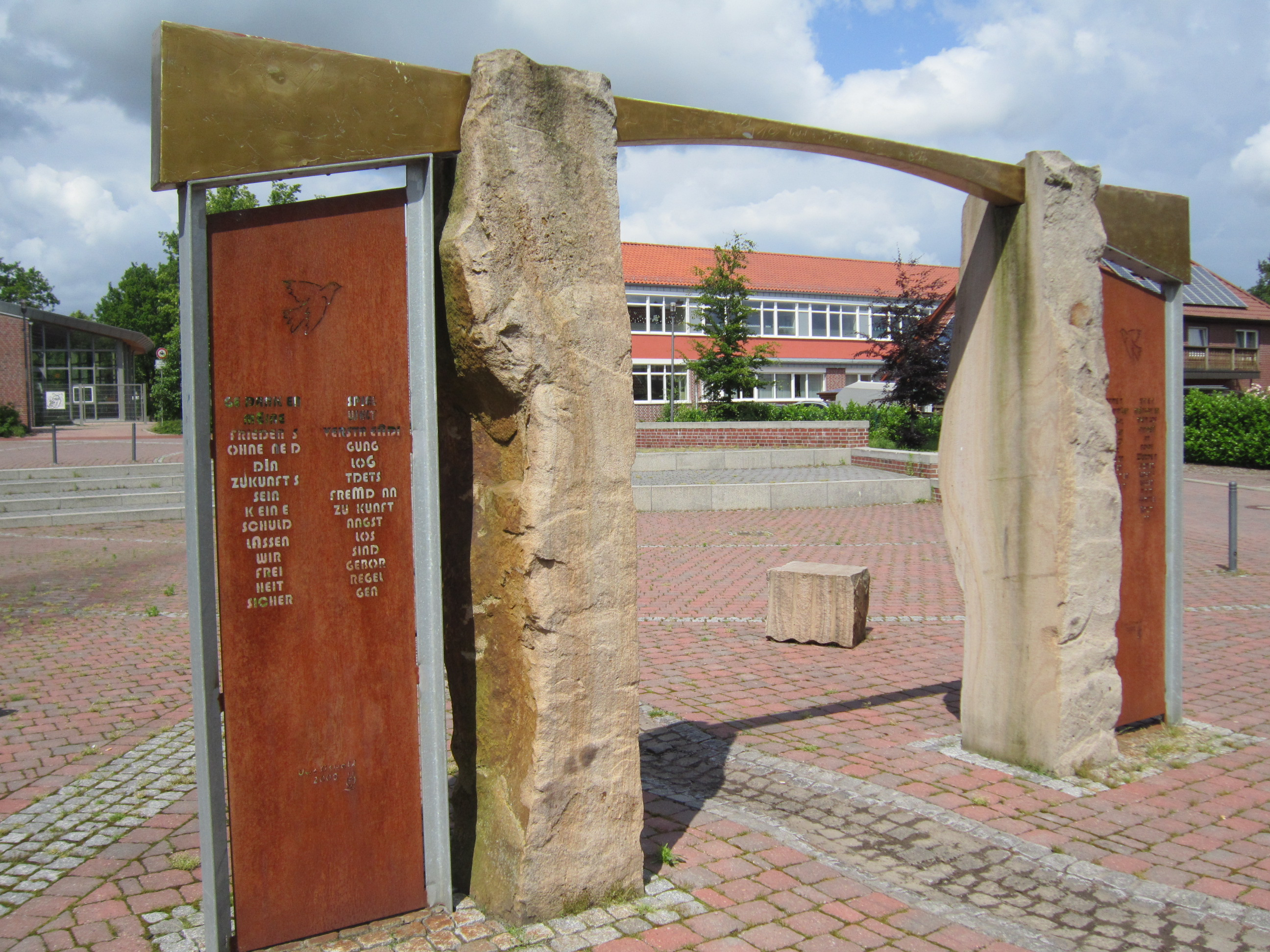
Uwe Oswald „Tijdbrug“ tussen de kerk en de brandweerpost van Goldenstedt
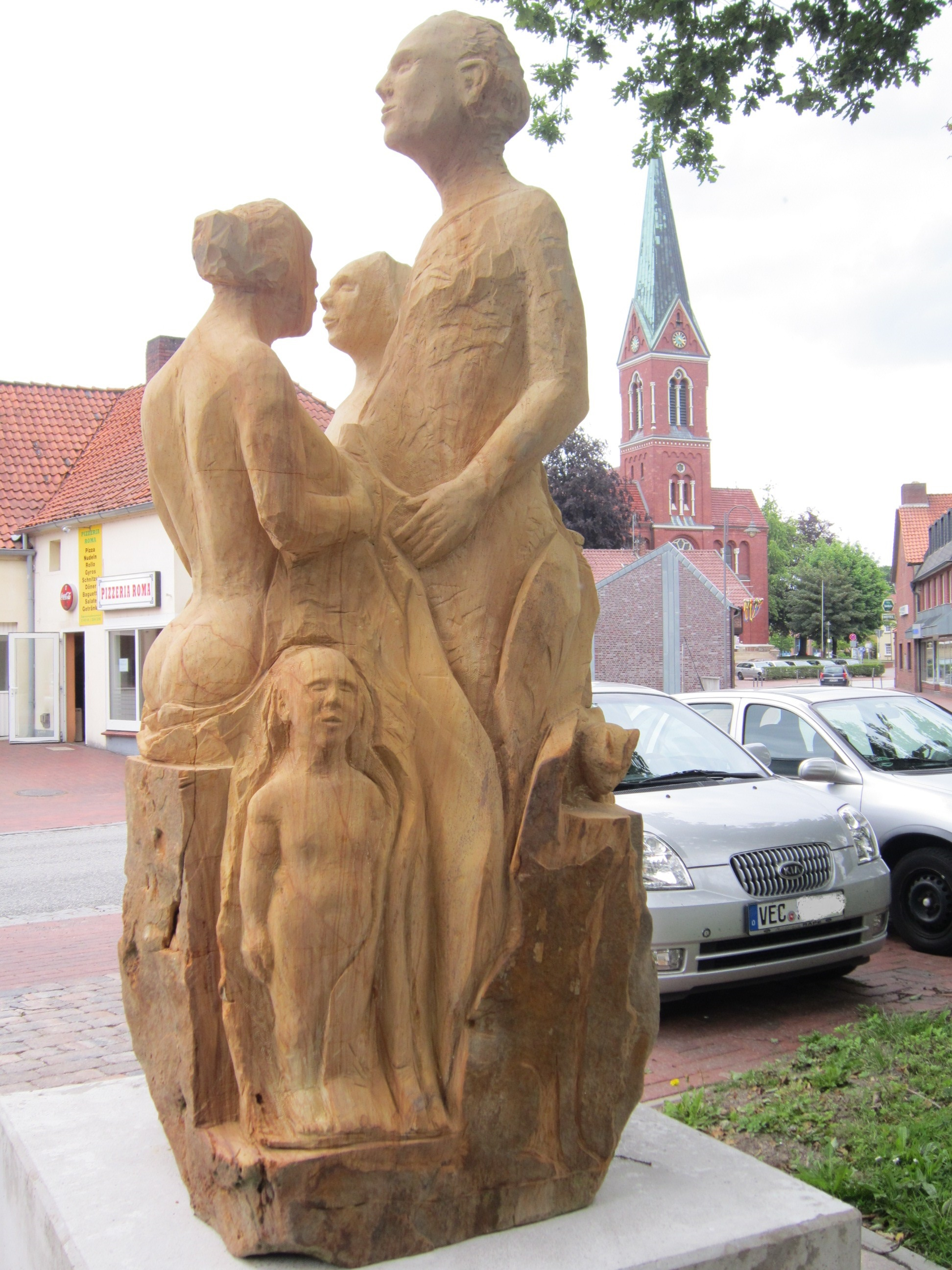
Uwe Oswald „3 generaties“ bij de ingang van het dorpspark in Goldenstedt
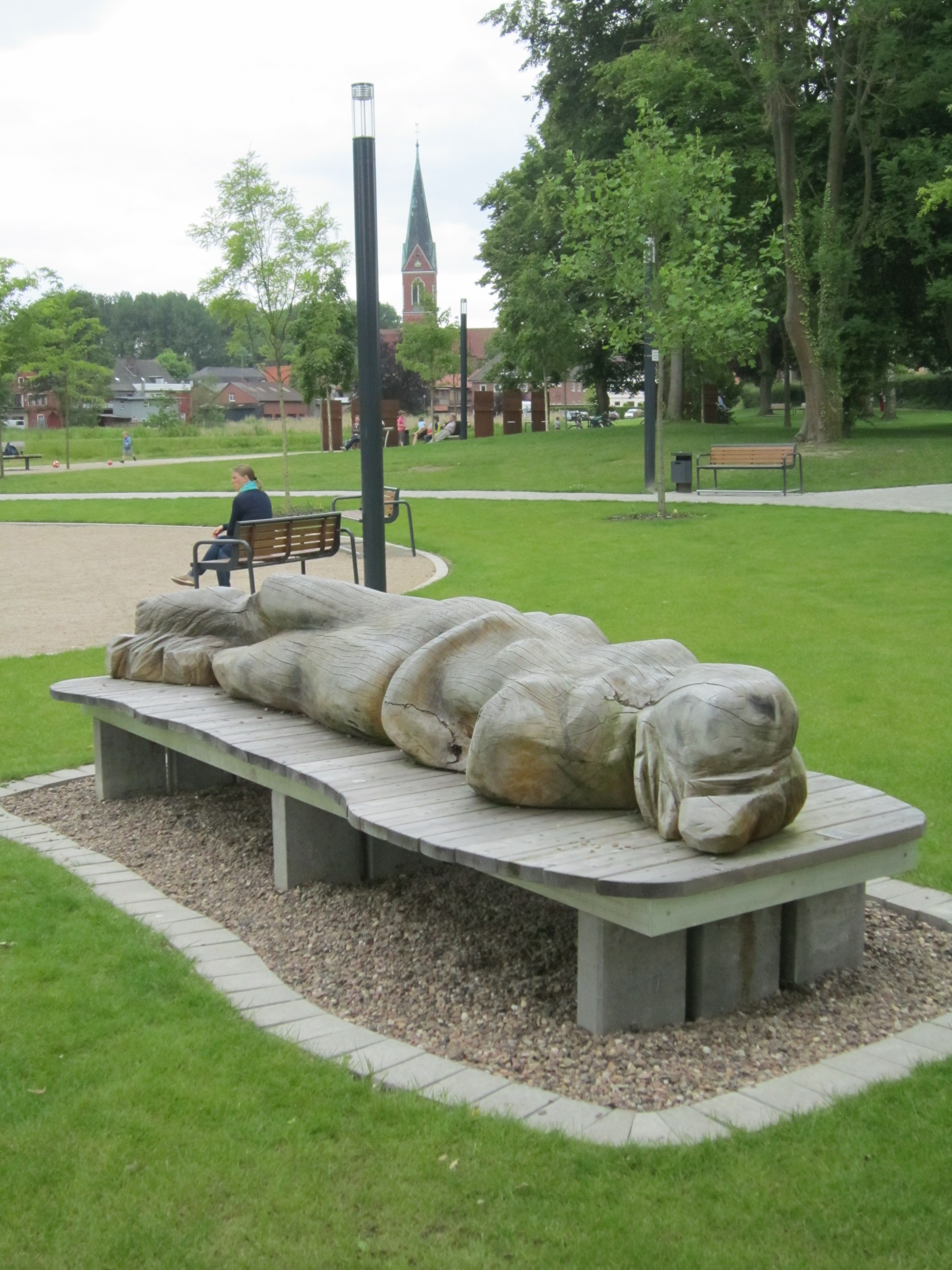
Uwe Oswald „Moeder Aarde“ in het dorpspark Goldenstedt (bedoeld voor recreatie door drie generaties)
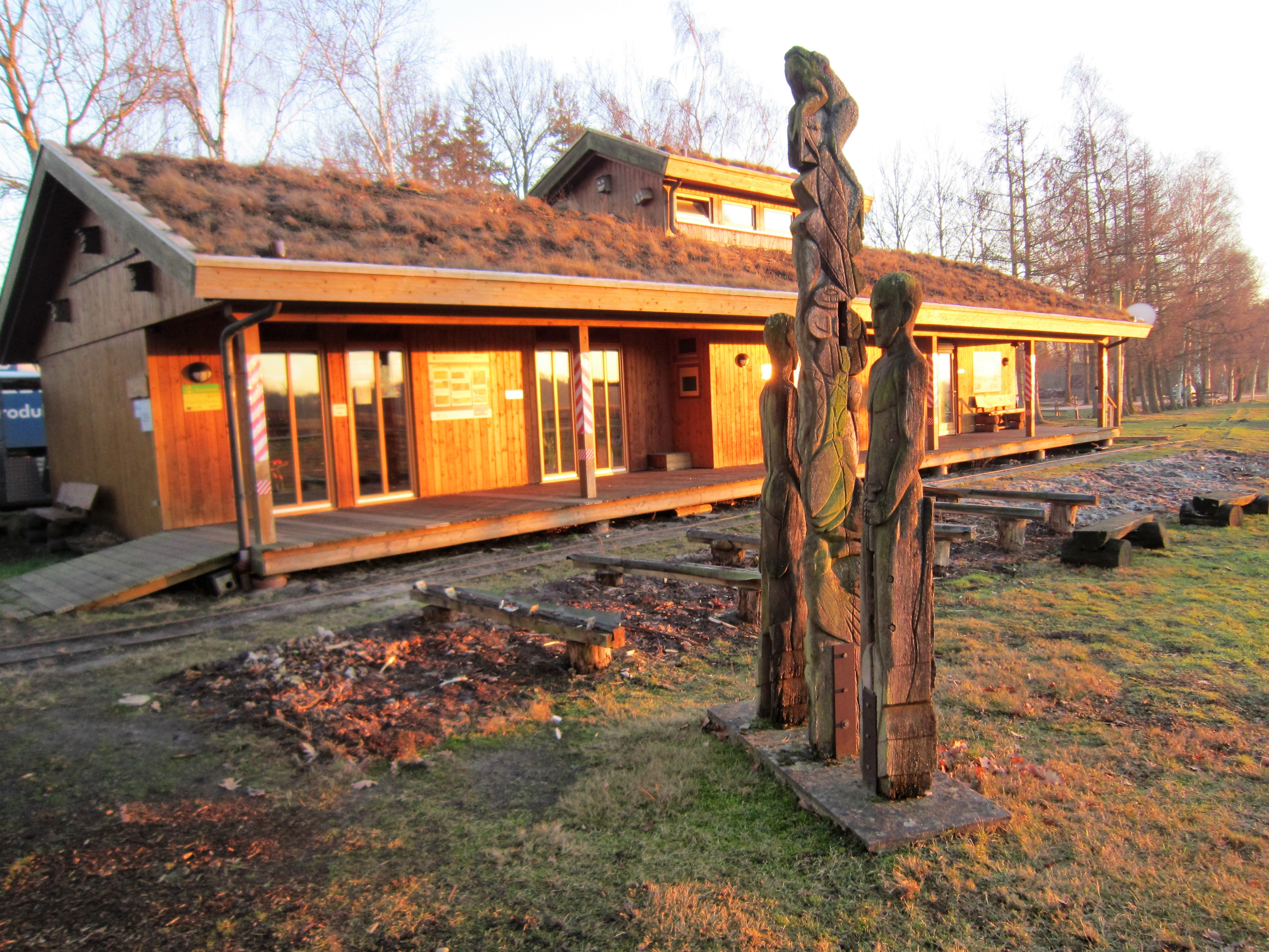
Triptiek, drie houten beelden door Uwe Oswald bij het vertrekpunt van het treintje bij het Haus im Moor
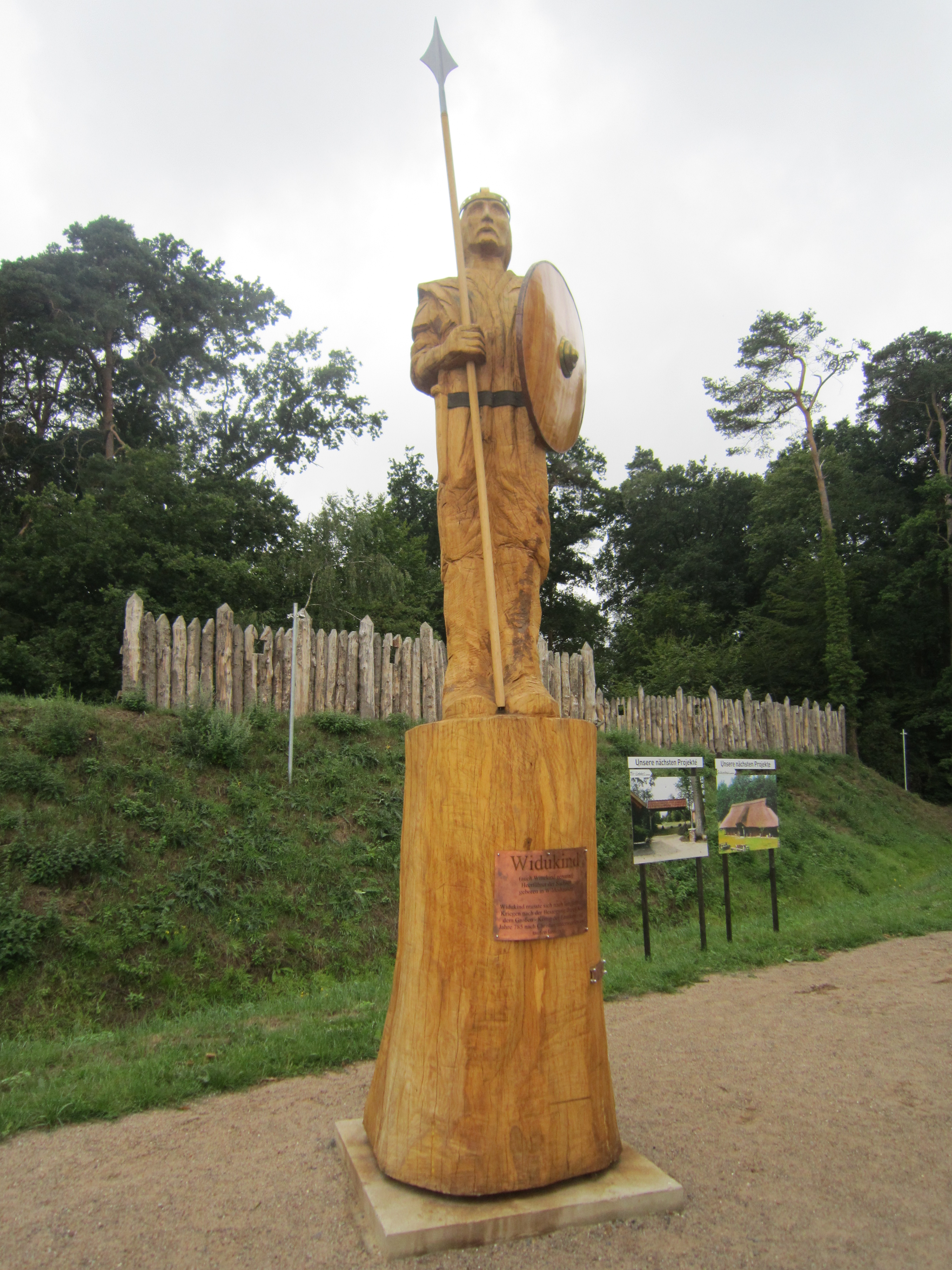
Widukind, houten standbeeld door Uwe Oswald voor de buitenste ring van de Arkeburg
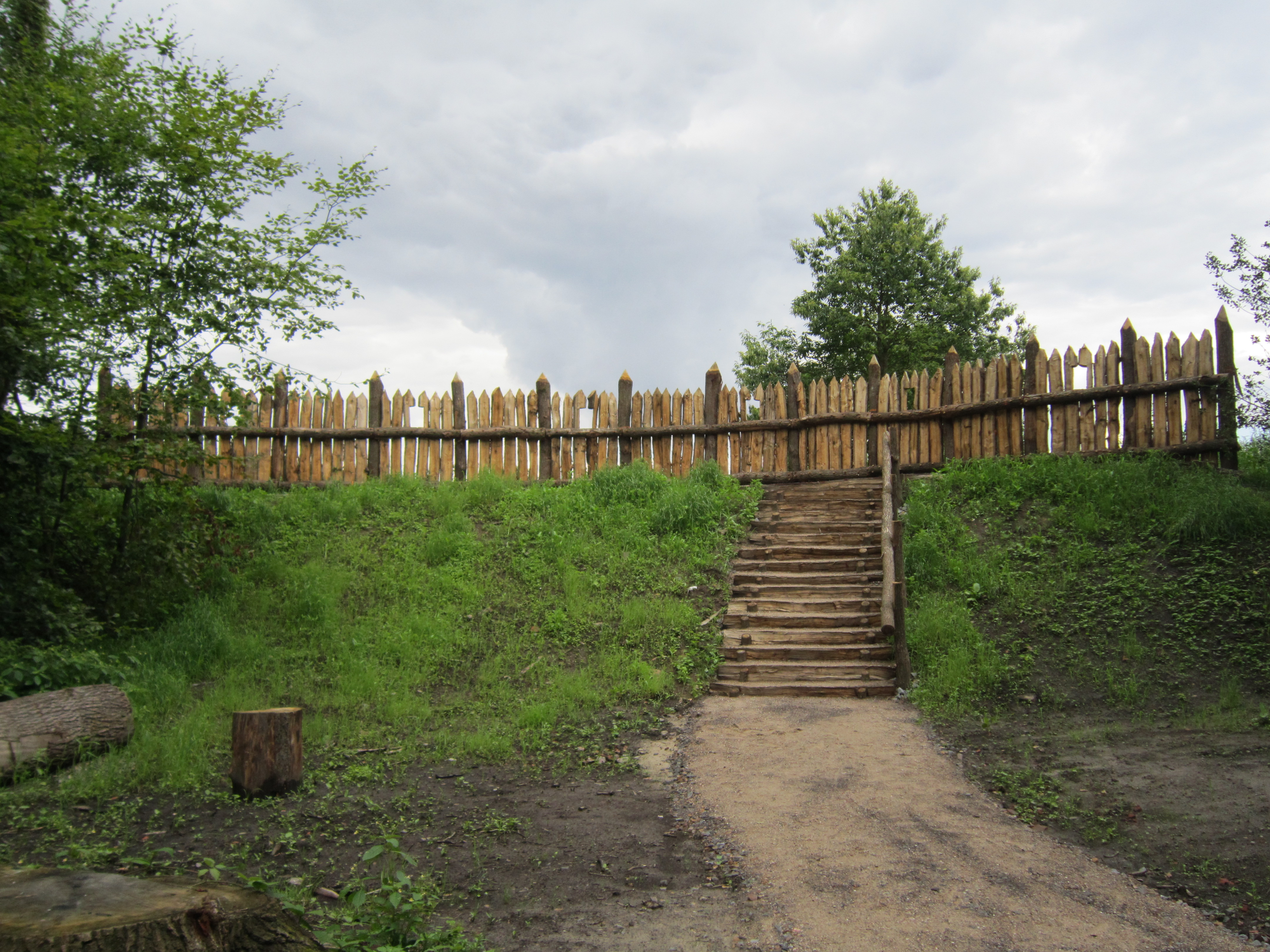
Met palissades gereconstrueerde ringwal van de Arkeburg (2017)
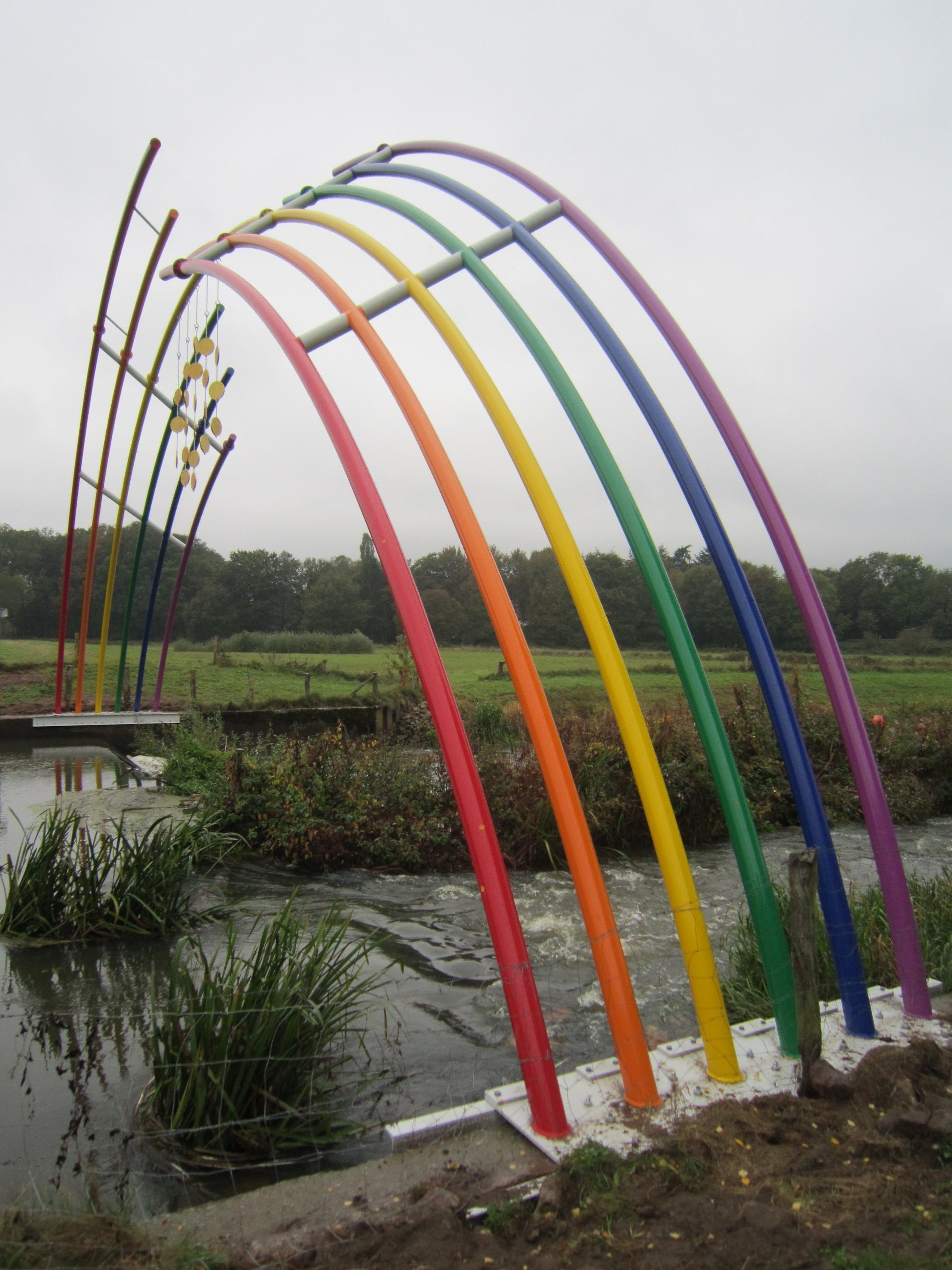
Stalen kunstwerk Gouden Regen op de Huntebrug
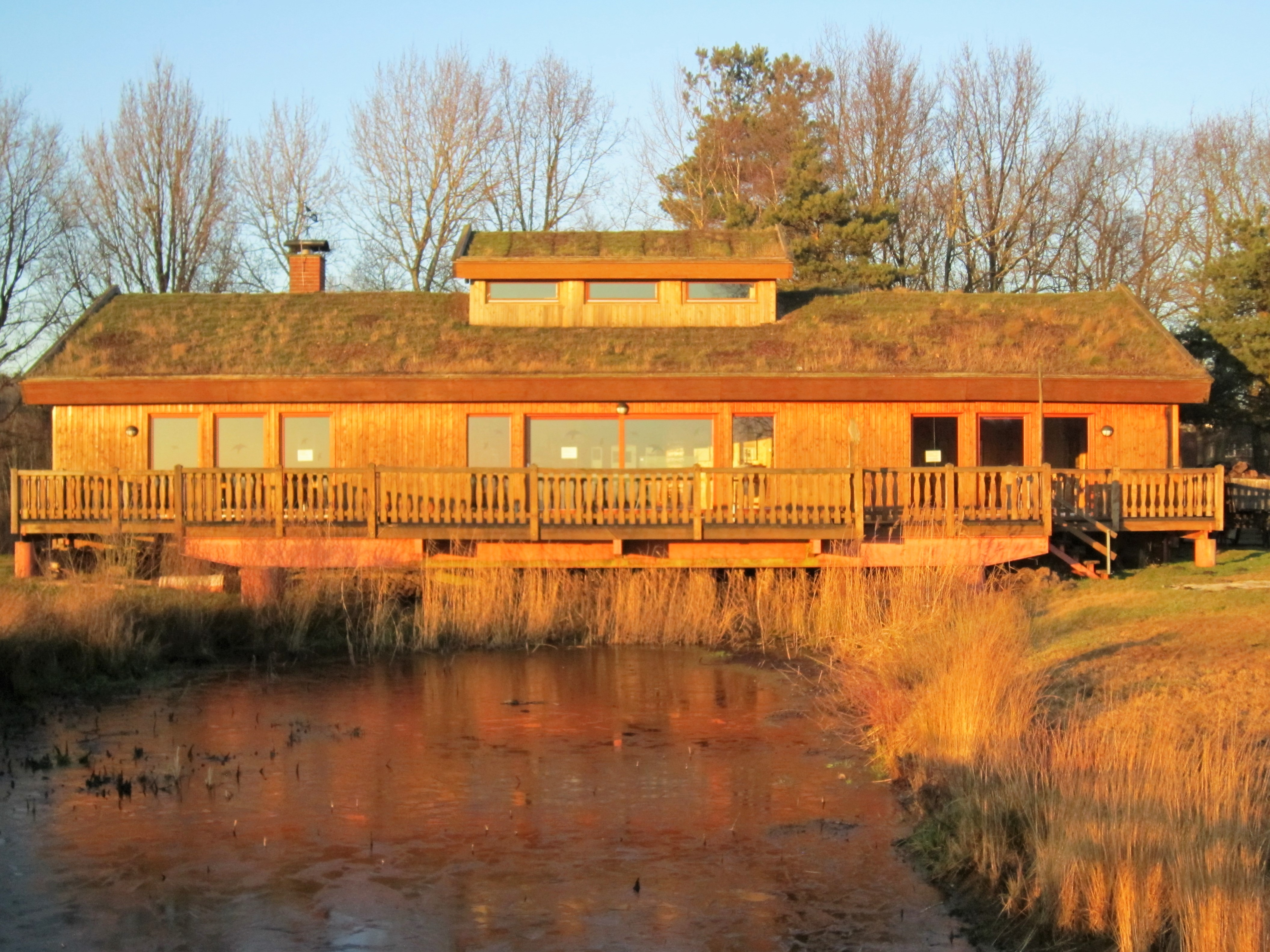
Haus im Moor (NIZ) Natuurinformatiecentrum (bezoekerscentrum)
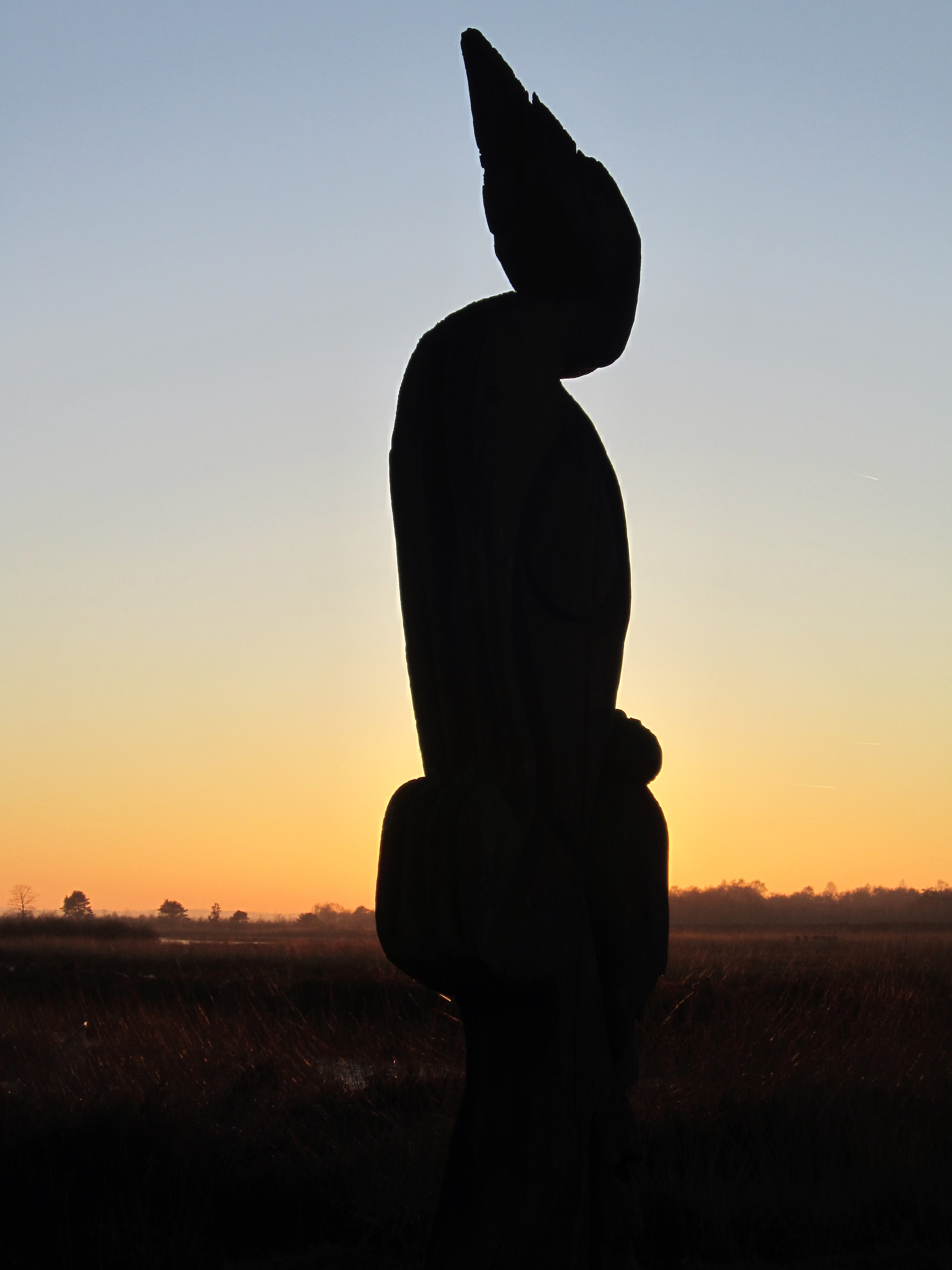
Houten sculptuur langs de rondweg bij het Haus im Moor
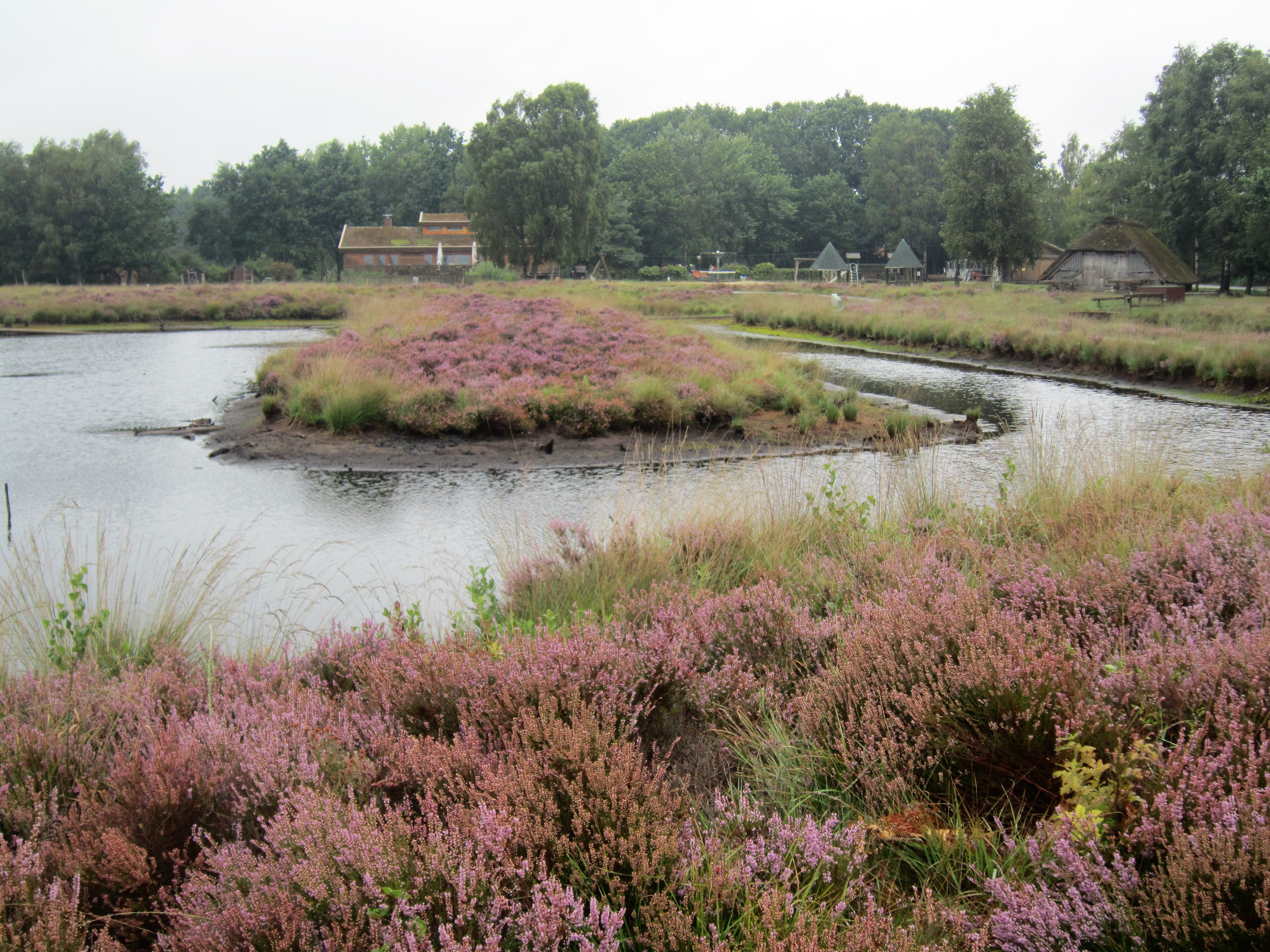
Heide bij het Haus im Moor
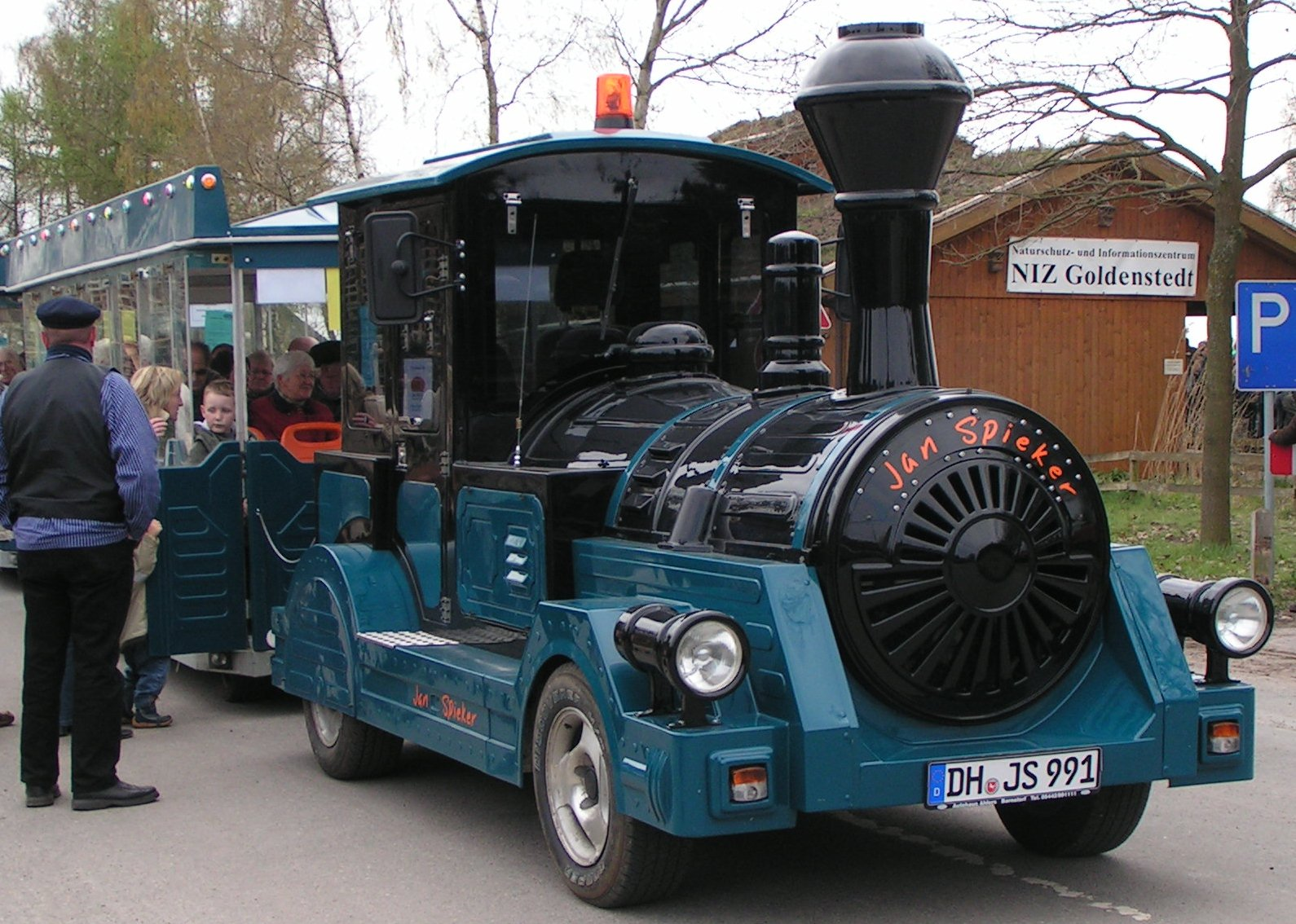
Toeristisch treintje Haus im Moor- Barnstorf v.v. (1)
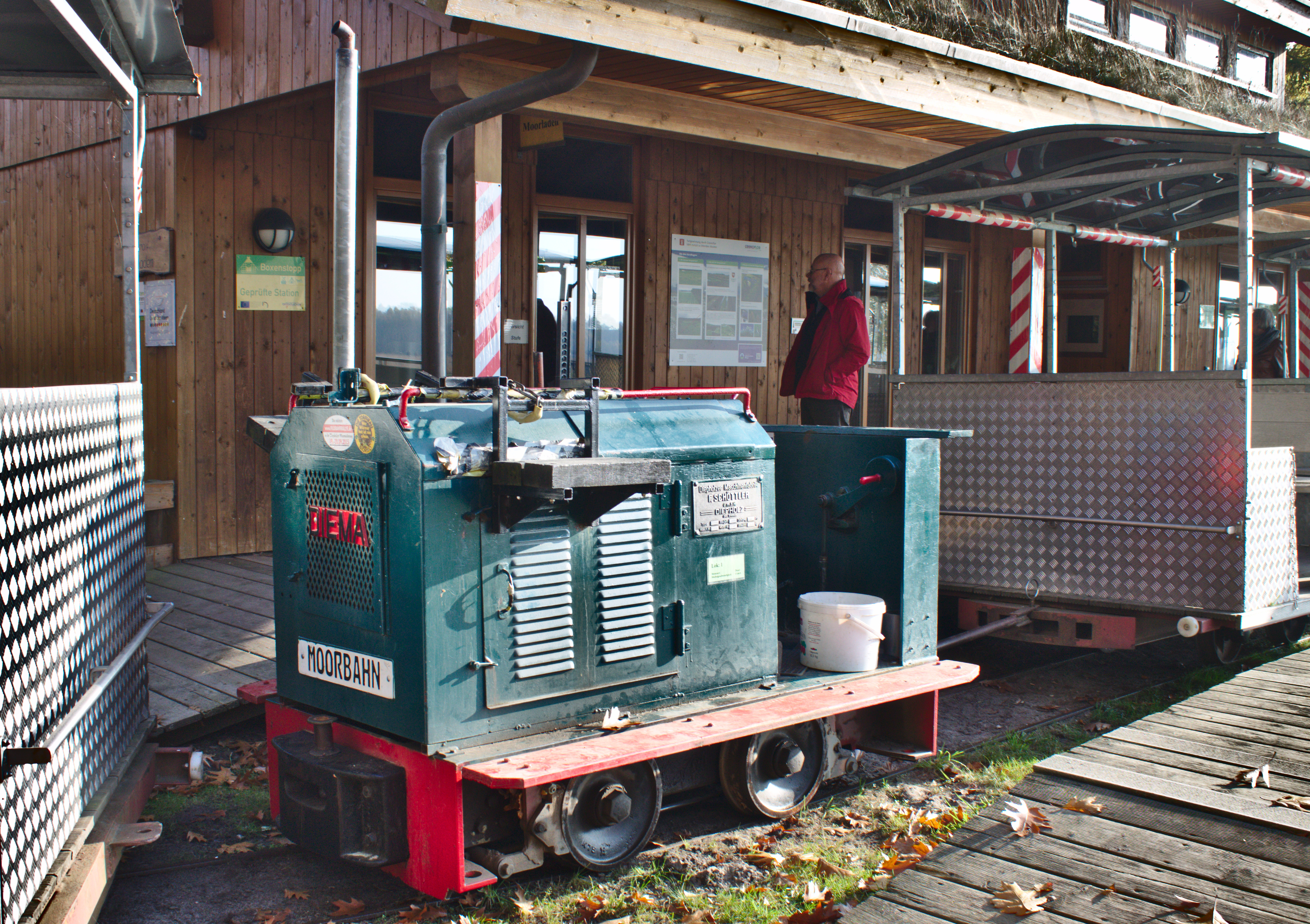
Toeristisch treintje Haus im Moor- Barnstorf v.v. (2)
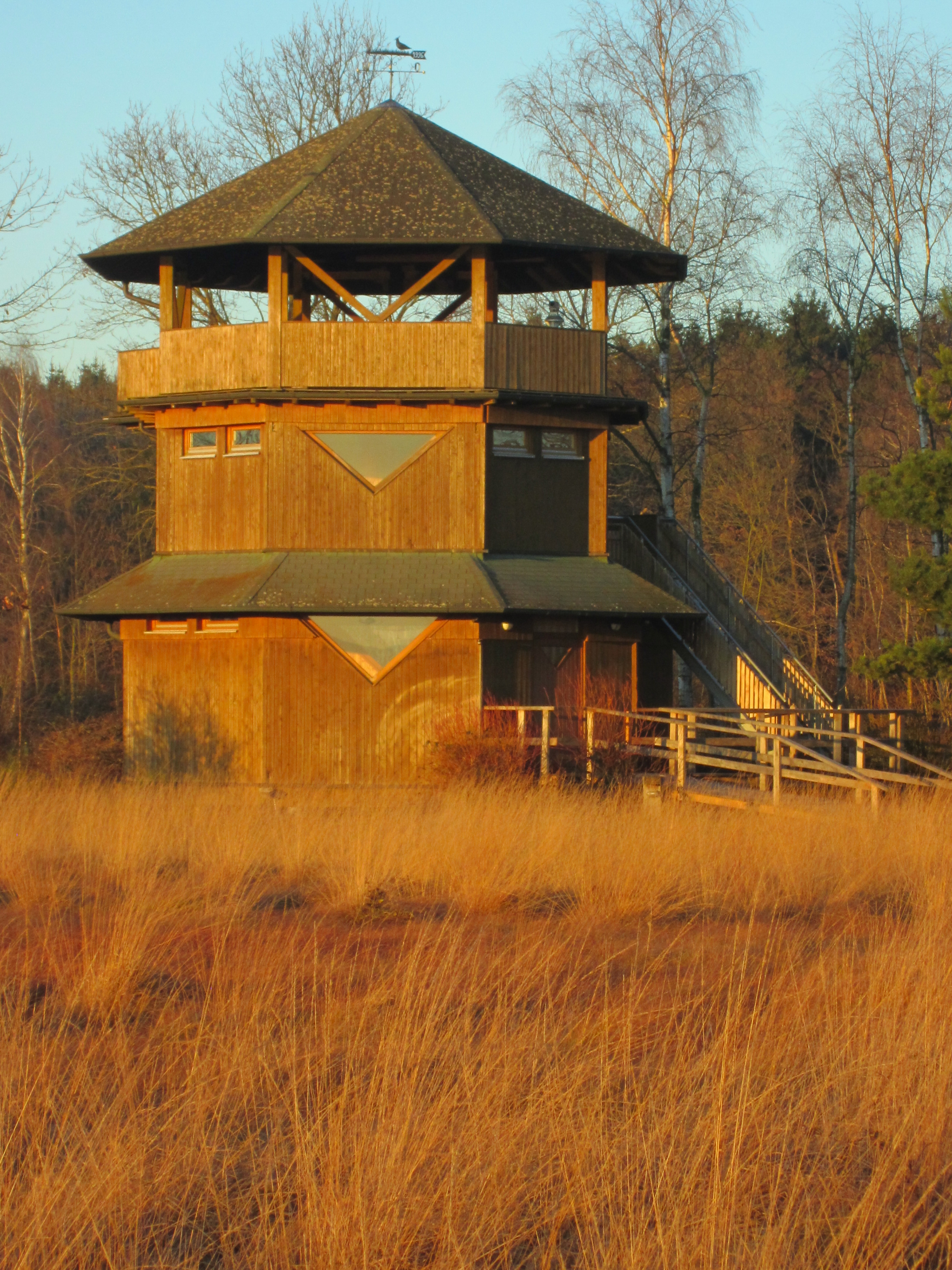
Bioskopion (houten uitkijktoren)
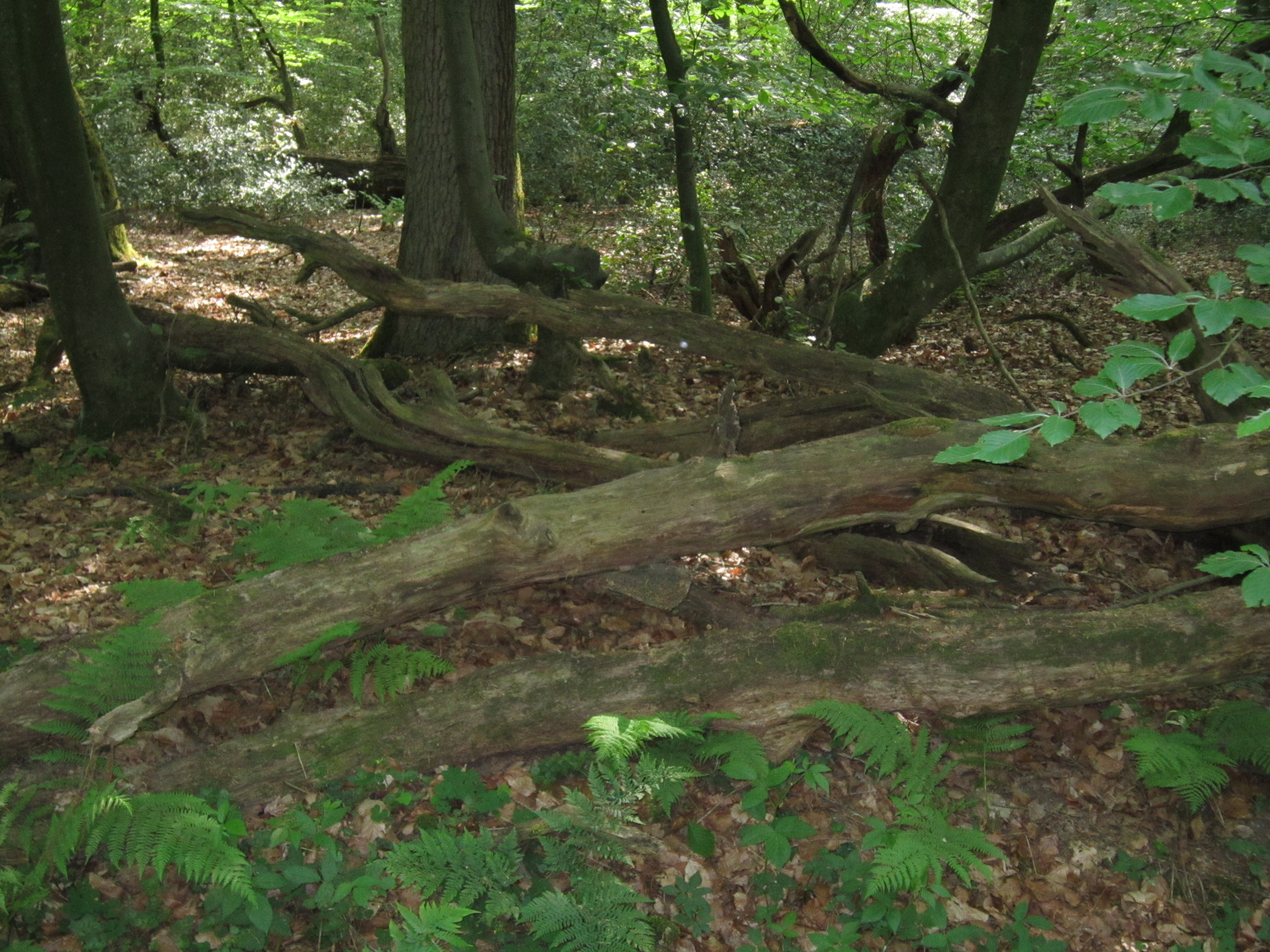
Moerasbos Herrenholz in de gemeente
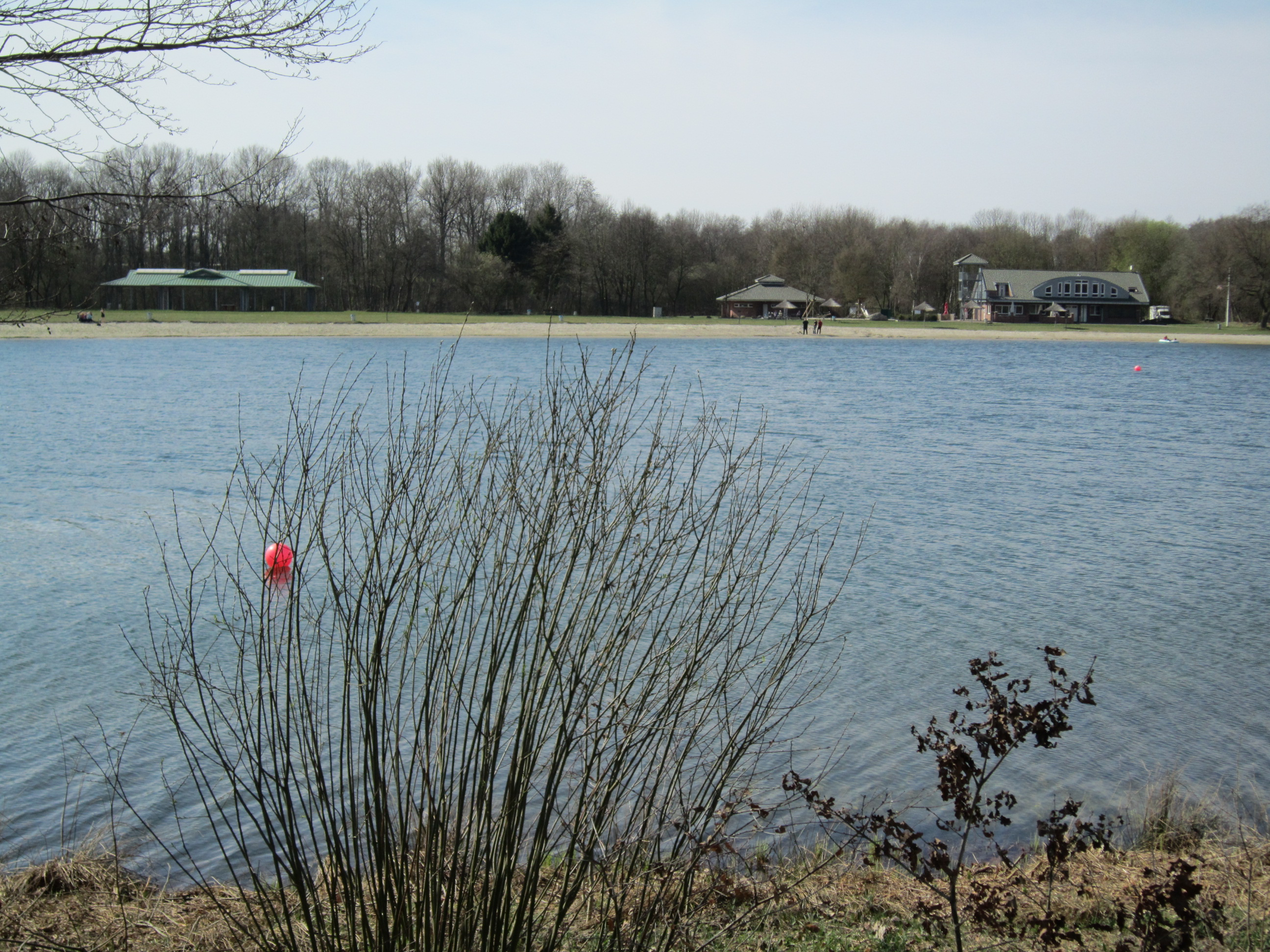
Hartensbergsee, recreatieplas ten oosten van het dorp
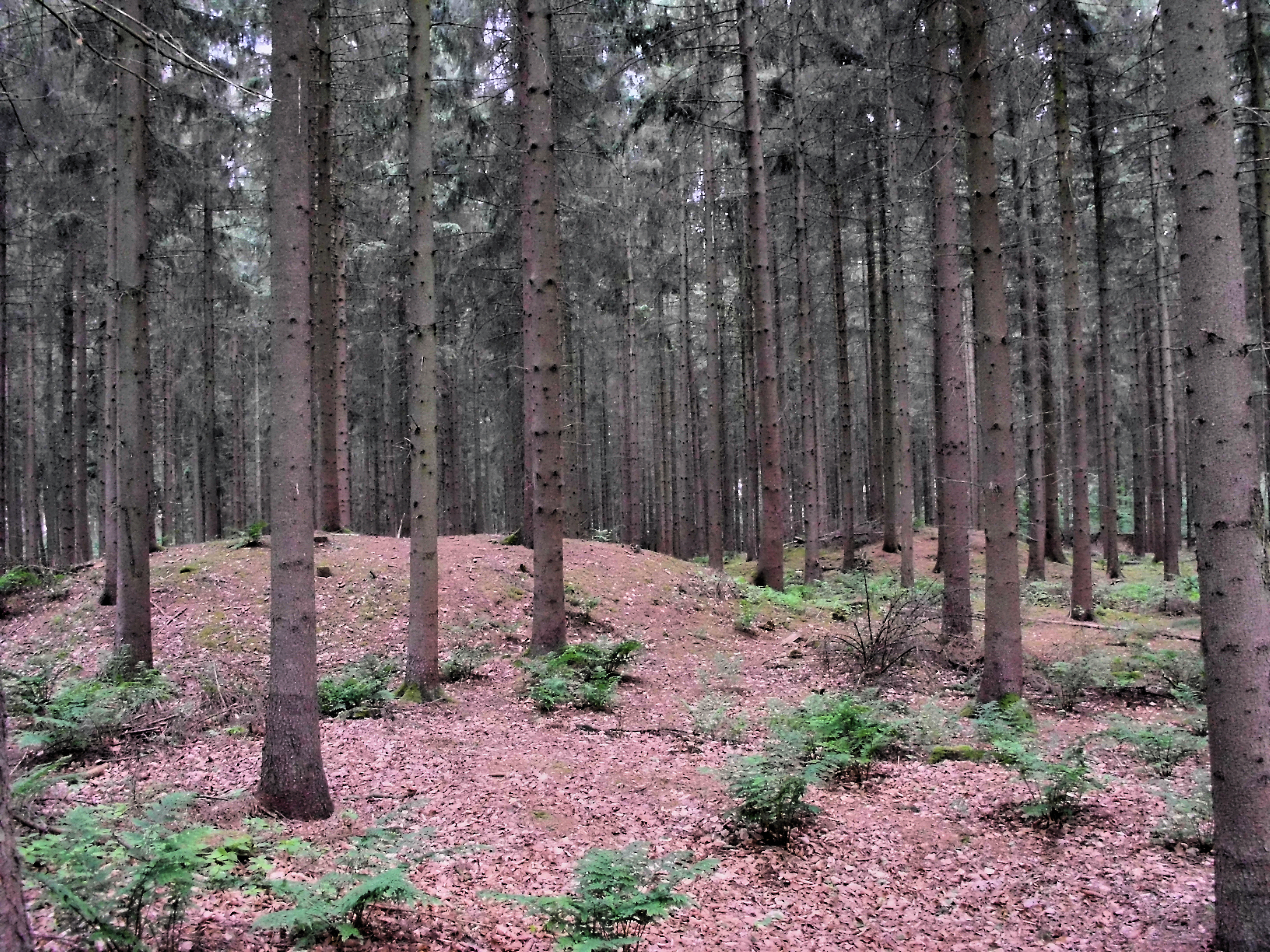
Grafveld in het Naturpark Wildeshauser Geest, ca. 5 km ten noorden van Goldenstedt
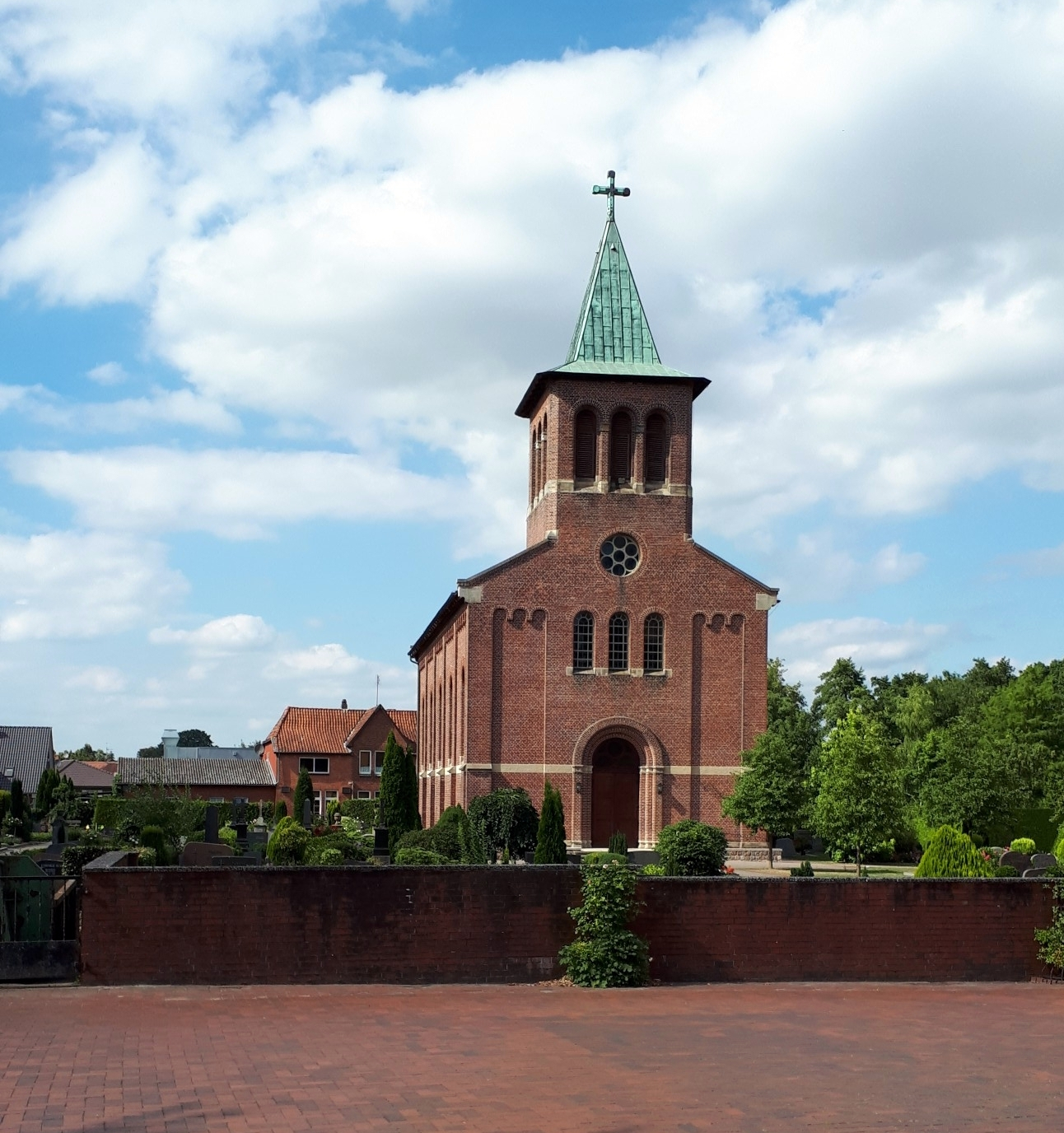
Martin-Lutherkerk Goldenstedt
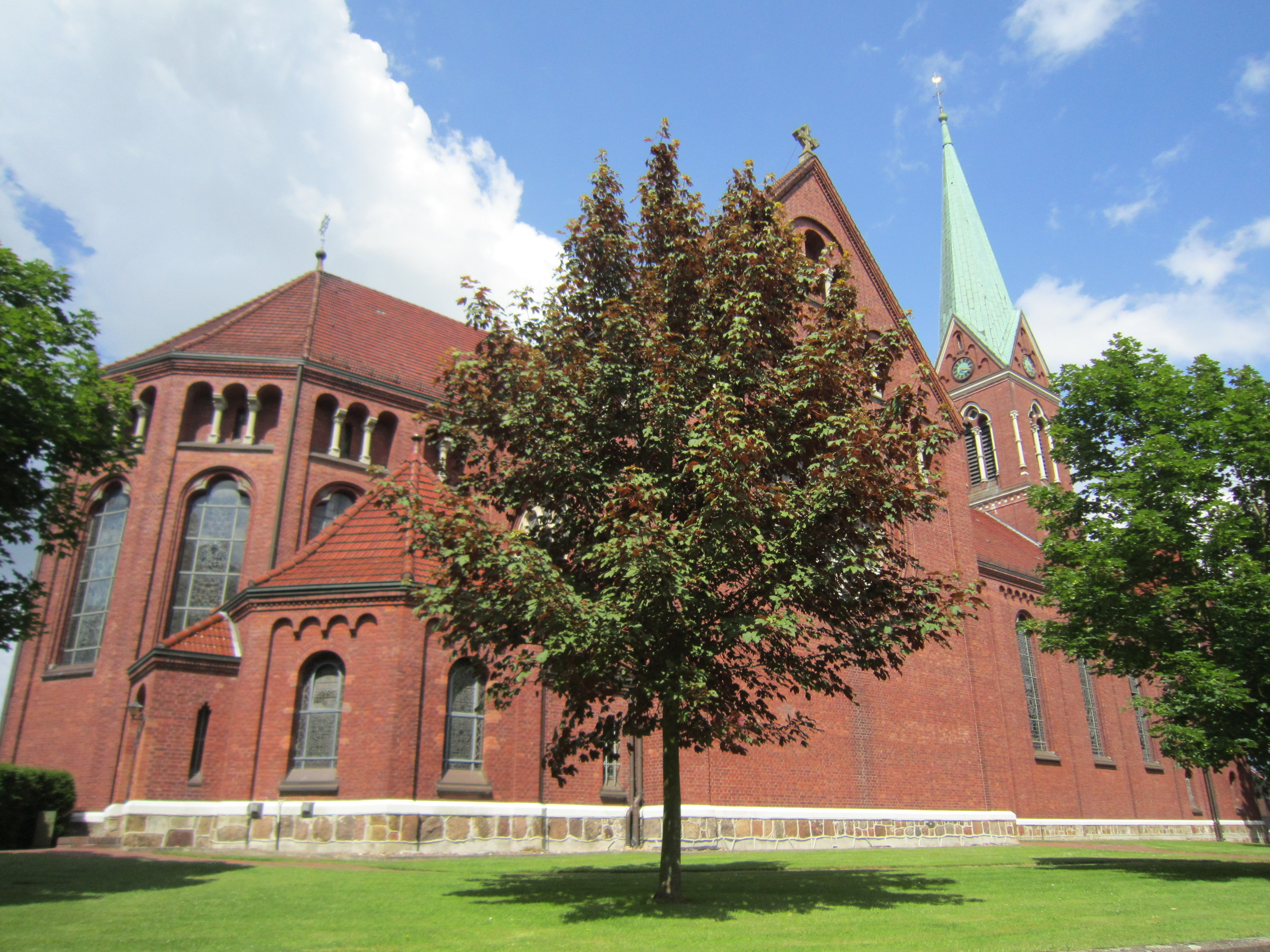
Katholieke St. Gorgoniuskerk Goldenstedt
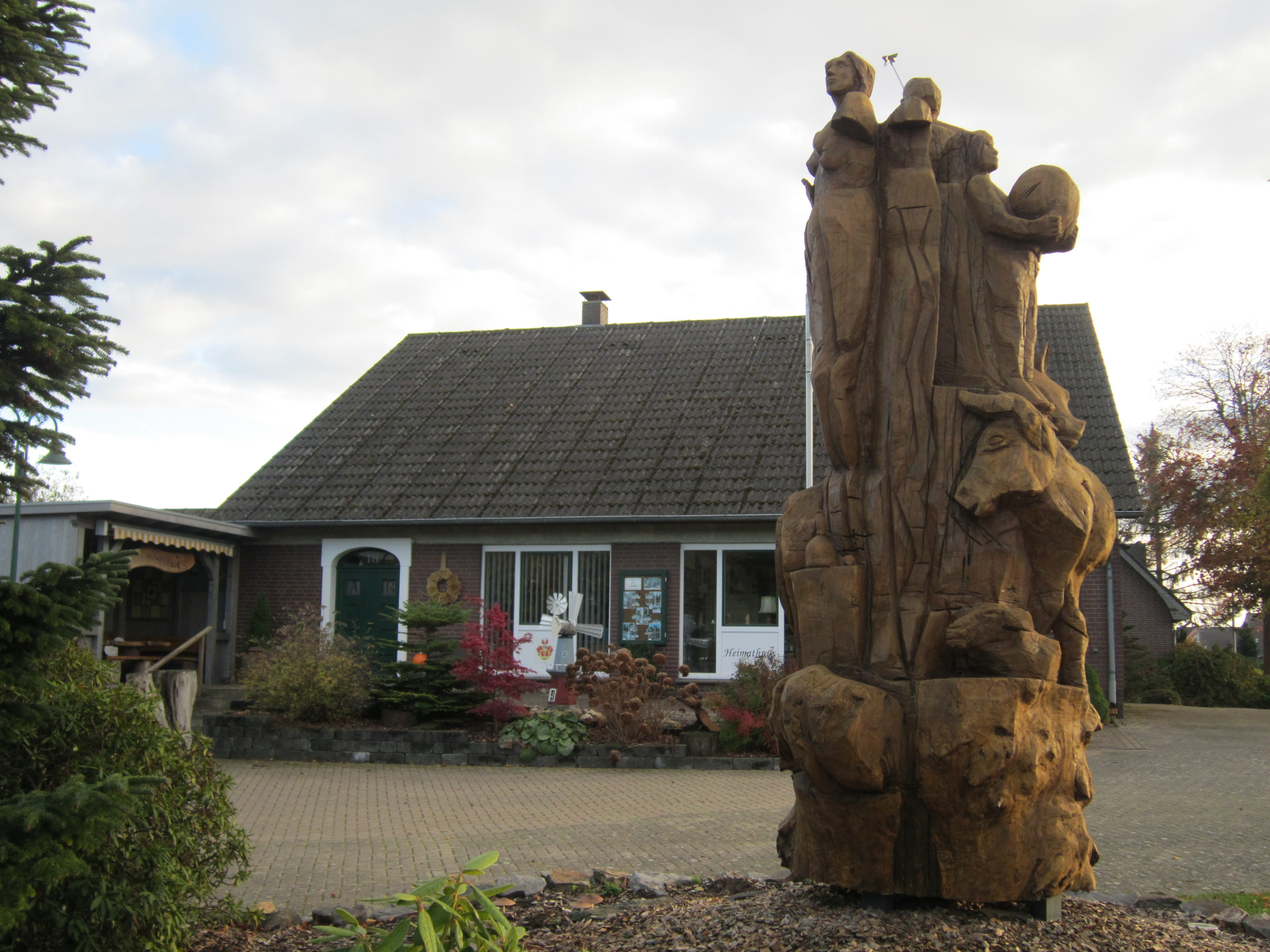
Sculptuur „Karussell des Lebens“ (carrousel van het leven) voor het Heimathuus (dorpshuis) van Lutten

## Belangrijke personen in relatie tot de gemeente
- Klaus von Klitzing, geboren op 28 juni 1943, winnaar van de Nobelprijs voor Natuurkunde in 1985, was een van de vele Heimatvertriebene vlak na de Tweede Wereldoorlog en woonde  als kleine jongen met zijn ouders drie jaar lang te Lutten.

- Gemeinsame Normdatei: 4367156-1
- MusicBrainz: dba033ad-70d2-4dbf-a90e-9e27e439e27e
- Virtual International Authority File: 243165451
- WorldCat: E39PBJqfKm7F7kG7mR4TQVyw4q

Bakum · Damme · Dinklage · Goldenstedt · Holdorf · Lohne · Neuenkirchen-Vörden · Steinfeld · Vechta · Visbek